# Michel Guillois
Pour les articles homonymes, voir Guillois.
Michel Charles Achille Guillois, né le 3 juillet 1899 à Fruges et mort le 20 août 1944 à Paris, avenue de l'Opéra, est un policier et résistant français des FFI.

## Biographie

### Jeunesse
Fils d'Achille Guillou, serrurier et de son épouse Marie Rosa Dauchez, il suit ses études jusqu'à son CEP en 1913, et entre ensuite comme clerc chez un notaire qu'il quitte en décembre 1918 pour devenir maître d'hôtel.
En octobre 1920, il fait son service militaire au sein du 161e régiment d'infanterie à Metz pendant dix-huit mois.
Libéré, il habite à Paris dans une chambre au 7e étage d'un immeuble situé au no 243 du Boulevard Saint-Germain dans le VIIe arrondissement. Il se marie à Paris le 6 décembre 1922 à la mairie du XIVe arrondissement avec Yvonne Georgette Léry qui lui donnera 5 enfants, entre septembre 1923 et septembre 1942. La famille habite au no 50 avenue Hoffmann à Bourg-la-Reine. Le 16 juillet 1922 il entre dans la police municipale comme gardien cycliste  dans le XVIe puis XIVe arrondissement de Paris. En mars 1936, il passe sous-brigadier. 

### Seconde Guerre mondiale
En 1942, il est alors confronté à des problèmes de santé, mais souhaite néanmoins continuer son service. Le 27 août 1943 il était de service à l'Esplanade des Invalides où la Légion des volontaires français contre le bolchevisme organisait un rassemblement en présence des autorités allemandes, de Pierre Laval, de Joseph Darnand, ainsi que de Marcel Déat. Un rapport mentionne: «  qu'il reçut un violent coup de poing à la base de la cage thoracique, côté droit. Il ressent une vive douleur, mais ne quitte pas son service ».
Lors des rassemblements organisés par ces formations de collaborateurs ces agressions étaient monnaie courante.

### Dernière mission
Le 20 août 1944 il est désigné avec trois collègues pour annoncer une trêve entre l'armée allemande et le peuple de Paris, par voiture haut-parleur de la Préfecture de Paris, des soldats allemands positionnés place de l'Opéra tire une rafale de mitraillette. Grièvement blessé, Michel Guillois meure en arrivant au poste de secours. Il fut inhumé le 24 août au cimetière parisien de Pantin, puis exhumé le 12 septembre 1944 pour être de nouveau inhumé le 13 au cimetière de Bourg-la-Reine.
Le commissaire divisionnaire Armand Fournet alias Anthoine dans la Résistance qui était le commandant en chef du réseau Honneur de la Police, rédigea le 4 avril 1945 une attestation relatant les circonstances de la mort de son subordonné : « Chargé d'une mission en automobile, Michel Guillois se trouva pris dans un barrage devant la Kommandantur, place de l'Opéra, devant la difficulté qui se présentait, il prit la décision de changer de direction pour accomplir son devoir, mais à ce moment précis les Allemands ouvrirent le feu sur le véhicule ».

## Hommages
- Son nom est gravé sur une plaque commémorative apposée dans la cour de la préfecture de police de Paris, ainsi que sur la liste des policiers victimes du devoir au musée de la police, no 4 rue de la Montagne-Sainte-Geneviève dans le Ve arrondissement de Paris.
- Son nom figure également sur la plaque posée à l'entrée du commissariat du XIVe arrondissement de Paris, et sur la stèle de la mairie de cet arrondissement
- au no 38 avenue de l'Opéra, une plaque rappelle : « Ici est tombé pour la libération Guillois Michel gardien de la Paix, 20 août 1944 ».
- Le ministère chargé des Anciens Combattants lui attribua la mention Mort pour la France et il fut homologué FFI.